# Centris
Centris é um género de abelhas do grupo Anthophila que agrupa mais de 200 espécies, com distribuição natural desde o Kansas até à Argentina. As fêmeas de algumas destas abelhas (à semelhança de outros membros da tribo Centridini) possuem adaptações para transportar óleos florais (lípidos) e pólen em vez de néctar e pólen, constituindo o clado irmão das abelhas corbiculadas, o grupo melhor conhecido de abelhas do grupo Apinae.

## Espécies seleccionadas
Entre as cerca de 200 espécies que integram o género, contam-se:
- Centris errans
- Centris pallida
- Centris tarsata